# Andreas Pabst
Andreas Pabst (* 28. Juli 1979 in Karl-Marx-Stadt) ist ein deutscher Dirigent, Pianist und Arrangeur.

## Leben und Wirken
Andreas Pabst erhielt seine musikalische Prägung im Dresdner Kreuzchor. In den Jahren 2000 bis 2005 studierte er Dirigieren und Klavier an der Hochschule für Musik Carl Maria von Weber  in Dresden.  Während seines Studiums war er als Music Supervisor auf dem Kreuzfahrtschiff AIDAcara engagiert und leitete die Choraufnahmen für das Album „Reise, Reise“ der Rockband Rammstein. Anschließend wirkte er als Korrepetitor und Leiter des Kinderchores an der Oper Leipzig und hatte einen Lehrauftrag für Chorleitung an der Musikhochschule Dresden inne.
Es folgte eine Verpflichtung als Dirigent und Probenpianist am Colosseum Theater Essen für Das Phantom der Oper. Von 2008 bis 2010 war er künstlerischer Leiter bei der Chorakademie am Konzerthaus Dortmund (Außenstellen Essen und Gelsenkirchen). Als Assistent der Musikalischen Leitung und Pianist wirkte er an den Vereinigten Bühnen Bozen,  an der Staatsoperette Dresden und am Theater Chemnitz bei verschiedenen Musical-Produktionen mit. 
2014 war er musikalischer Leiter und Arrangeur bei der Deutschlandpremiere des Musicals Die schwarzen Brüder mit unter anderem Maite Kelly auf Schloss Bückeburg. 2016 hatte er die musikalische Leitung bei der Uraufführung des Musicals Der Medicus im Schlosstheater Fulda inne. Als musikalischer Leiter und Arrangeur war er bei der Tournee Musical Non Stop maßgeblich verantwortlich.
Pabst ist seit 2012 als künstlerischer Leiter der Singakademie Chemnitz tätig und leitete zudem von 2015 bis 2016 die Singakademie Plauen. Von 2016 bis 2021 war er Chorleiter des Sorbischen National-Ensembles Bautzen.
Er schreibt Arrangements für Sinfonieorchester, wie z. B. die Vogtland Philharmonie Greiz Reichenbach, sowie für Chöre, Ensembles und Bands.